# Regeringen Johnson I
Regeringen Johnson (engelska: The Johnson ministry) var Storbritanniens regering som tillträdde den 24 juli 2019 och ombildades 16 december 2019 till Regeringen Johnson II. Regeringen leddes av premiärminister Boris Johnson från det Konservativa partiet.
Theresa May avgick som partiledare för det Konservativa partiet den 7 juni 2019 och hennes regering blev därmed en övergångsregering. Boris Johnson valdes till ny partiledare den 23 juli 2019 och tillträdde som ny premiärminister följande dag.

## Ministrar
Nedan listas de ministrar som var fullvärdiga medlemmar av den inre krets av Storbritanniens regering som kallas Kabinettet. Samtliga från det Konservativa partiet.
| Titel                                                                     | Namn             | Tillträdde   | Avgick              |
| ------------------------------------------------------------------------- | ---------------- | ------------ | ------------------- |
| Premiärminister Förste skattkammarlord Minister for offentlig förvaltning | Boris Johnson    | 24 juli 2019 | fortsatte i ämbetet |
| Finansminister Andre skattkammarlord                                      | Sajid Javid      | 24 juli 2019 | 13 februari 2020    |
| Inrikesminister                                                           | Priti Patel      | 24 juli 2019 | fortsatte i ämbetet |
| Utrikesminister First Secretary of State                                  | Dominic Raab     | 24 juli 2019 | fortsatte i ämbetet |
| Försvarsminister                                                          | Ben Wallace      | 24 juli 2019 | fortsatte i ämbetet |
| Justitieminister Lordkansler                                              | Robert Buckland  | 24 juli 2019 | fortsatte i ämbetet |
| Utbildningsminister                                                       | Gavin Williamson | 24 juli 2019 | fortsatte i ämbetet |
| Brexitminister                                                            | Stephen Barclay  | 24 juli 2019 | 13 februari 2020    |
| Handelsminister President för Handelskollegiet                            | Liz Truss        | 24 juli 2019 | fortsatte i ämbetet |
| Närings-, Energi- och Industriminister                                    | Andrea Leadsom   | 24 juli 2019 | 13 februari 2020    |
| Hälsominister                                                             | Matt Hancock     | 24 juli 2019 | fortsatte i ämbetet |
| Arbetsmarknads- och pensionsminister, Kvinno- och jämställdhetsminister   | Amber Rudd       | 24 juli 2019 | 13 februari 2020    |
| Ledare i Överhuset Lordsigillbevarare                                     | Natalie Evans    | 24 juli 2019 | fortsatte i ämbetet |
| Transportminister                                                         | Grant Shapps     | 24 juli 2019 | fortsatte i ämbetet |
| Bostads- och kommunminister                                               | Robert Jenrick   | 24 juli 2019 | fortsatte i ämbetet |
| Minister för Skottland                                                    | Alister Jack     | 24 juli 2019 | fortsatte i ämbetet |
| Minister för Wales                                                        | Alun Cairns      | 24 juli 2019 | 6 november 2019     |
| Minister för Nordirland                                                   | Julian Smith     | 24 juli 2019 | 13 februari 2020    |
| Miljö-, livsmedels- och landsbygdsminister                                | Theresa Villiers | 24 juli 2019 | 13 februari 2020    |
| Minister för internationell utveckling                                    | Alok Sharma      | 24 juli 2019 | 13 februari 2020    |
| Minister för digitala frågor, kultur, media och idrott                    | Nicky Morgan     | 24 juli 2019 | 13 februari 2020    |

Nedanstående ministrar och ämbetsmän närvarade vid kabinettets sammanträden, med yttranderätt men utan rösträtt.
| Titel                                | Namn            | Tillträdde   | Avgick                      |
| ------------------------------------ | --------------- | ------------ | --------------------------- |
| Ledare i Underhuset Lordpresident    | Jacob Rees-Mogg | 24 juli 2019 | fortsatte i ämbetet         |
| Chefssekreterare i finansministeriet | Rishi Sunak     | 24 juli 2019 | finansminister i Johnson II |
| Attorney general                     | Geoffrey Cox    | 24 juli 2019 | 13 februari 2020            |
| Chefsinpiskare i underhuset          | Mark Spencer    | 24 juli 2019 | fortsatte i ämbetet         |

## Övriga medlemmar av regeringen
Utöver regeringsmedlemmar som ingick i kabinettet, och som redovisas ovan, bestod regeringen Johnson I också av ett 60-tal andra ministrar och biträdande ministrar, inpiskare samt ett fåtal andra höga ämbeten.